# Peregrine Mission One
Peregrine Mission One est une mission spatiale robotique à destination de la surface de la Lune qui emporte plusieurs instruments scientifiques ainsi que des charges utiles commerciales. C'est la première mission du programme CLPS de la NASA, dont l'objectif est d'approfondir la connaissance de la Lune pour préparer les séjours à sa surface des équipages des missions Artemis. Peregrine Mission One repose sur un atterrisseur léger baptisé Peregrine de la société Astrobotic Technology, capable de déposer environ 100 kilogrammes de charge utile à la surface de la Lune et de fonctionner durant 14 jours terrestres (une journée lunaire) une fois arrivé à destination. 
L'engin spatial est lancé le 8 janvier 2024 par la fusée Vulcan, qui effectue son vol inaugural. Il emporte une vingtaine d'expériences dont quatre spectromètres fournis par la NASA. Mais dès le début de la mission, une fuite d'ergols, provoquée par une rupture d'un réservoir, rend impossible tout atterrissage sur la Lune. La trajectoire de l'engin spatial est volontairement modifiée de manière qu'il se désintègre durant sa rentrée dans l'atmosphère terrestre. Celle-ci se produit le 18 janvier. Cet échec a des répercussions sur le calendrier de lancement des missions suivantes d'Astrobotic, en particulier sur celui de l'astromobile VIPER, une mission ambitieuse et coûteuse développée par la NASA et qui était programmée pour fin 2024.    

## Contexte
Dans le cadre de son programme Artemis, qui a pour objectif le retour des hommes sur la Lune vers 2026, l'agence spatiale américaine, la NASA, décide en 2018 de confier à des sociétés privées la dépose à la surface de la Lune d'instruments scientifiques et d'engins robotiques. Ceux-ci sont destinés à mener des investigations qui doivent compléter les études scientifiques menées à la surface de la Lune par les astronautes et doivent contribuer à développer les capacités des futures missions lunaires, en évaluant par exemple les ressources en glace d'eau. Celles-ci pourraient permettre à terme de produire des ergols pour les fusées se posant à la surface de la Lune ainsi que de l'oxygène et de l'eau pour les équipages. 
Pour remplir cet objectif, la NASA met sur pied le programme CLPS. À la suite d'une série d'appels d'offres, quatre sociétés, dont Astrobotic Technology, sont sélectionnées pour transporter des charges utiles à la surface de la Lune. Le cahier des charges de la NASA ne fournit aucune contrainte relative à l'architecture et se contente de définir la masse et la nature des charges utiles qui devront être transportées. Les sociétés sélectionnées sont de nouveaux entrants dans le domaine et ont une expérience limitée dans le développement d'atterrisseur. Mais la NASA accepte la majoration du risque par rapport à une approche plus conventionnelle faisant appel aux poids-lourds du secteur spatial car elle estime que cette démarche permettra d'atteindre les objectifs à un coût au final sensiblement réduit. La philosophie du programme CLPS est similaire à celle des programmes COTS et CCDev, que l'agence spatiale a mis sur pied pour le ravitaillement et la relève des équipages de la Station spatiale internationale,.  
La première mission du programme CLPS, baptisée Peregrine Mission One, a été confiée par la NASA à la société Astrobotic Technology en mai 2019 pour un montant qui est à l'origine de 79,5 millions US$. Elle doit transporter une vingtaine de charges utiles distinctes dont quatre instruments fournis par la NASA.

## Caractéristiques techniques
L'atterrisseur utilisé pour la mission, baptisé Peregrine, est un petit engin spatial de 1,3 tonne développé par Astrobotic pour répondre à l'appel d'offres de la NASA. Il est disponible dans deux configurations selon qu'il se pose aux latitudes lunaires moyennes ou polaires. Il peut déposer une charge utile de 100 kg à la surface de Lune. Sa durée de vie est d'une journée lunaire (14 jours terrestres) car il n'est pas conçu pour survivre à la nuit lunaire. Sa propulsion principale comprend cinq moteurs-fusées (poussée unitaire 667 newtons) qui sont utilisés pour l'insertion en orbite lunaire et pour l'atterrissage à la surface de la Lune. Pour l'atterrissage à la surface de la Lune, Peregrine emporte un équipement expérimental, baptisé OPAL, développé en coopération avec des établissements de la NASA (Lyndon Johnson et JPL) qui comprend une caméra et un processeur puissant. Celui-ci dirige l'atterrissage en comparant les images prises et celles stockées en mémoire. Les communications avec la Terre sont assurées en bande X à travers une antenne à moyen gain et plusieurs antennes à bas gain.

## Charge utile
Les objectifs de la mission Peregrine Mission One sont de déposer sur le sol lunaire une vingtaine de charges utiles, dont 14 sont fournies par la NASA .
Les charges utiles de la NASA sont :
- le détecteur de rayonnement LETS (Linear Energy Transfert Spectrometer) développé par le centre spatial Lyndon B. Johnson doit mesurer le rayonnement à la surface de la Lune. LETS dérive d'un instrument similaire mis en œuvre au cours du premier vol du vaisseau spatial Orion (2014) ;
- le magnétomètre fluxgate MAG développé par le centre de vol spatial Goddard doit mesurer le champ magnétique à la surface de la Lune ;
- le spectromètre de masse MSolo (Mass Spectrometer Oberving Lunar Operation) développé par le centre spatial Kennedy doit mesurer les molécules volatiles de faible masse atomique. Il pourra être utilisé pour mesurer les composants de l'exosphère lunaire ainsi que le produit du dégazage de l'engin spatial et de sa contamination. Les données fournie par MSolo pourront contribuer à déterminer la composition et la concentration des ressources accessibles présentes à la surface de la Lune ;
- le spectromètre NIRVSS (Near-Infrared Volatile Spectrometer System) développé par le centre de recherche Ames doit mesurer le niveau d'hydratation de la surface et du sous-sol ainsi que les concentrations de dioxyde de carbone et de méthane dans le but d'une exploitation future. L'instrument doit également effectuer un relevé des températures en surface et de leurs variations ;
- le spectromètre à neutrons NMLS (Neutron Measurements at the Lunar Surface) développé par le centre de vol spatial Marshall doit mesurer les flux de neutrons à la surface de la Lune et détecter la présence d'eau ou d'autres éléments rares. NMLS est basé sur un instrument installé à bord de la Station spatiale internationale ;
- le spectromètre à neutrons NSS (Neutron Spectrometer System) développé par le centre de recherche Ames doit rechercher des indices révélant la présence de glace d'eau en mesurant la quantité de matériaux comportant des atomes d'hydrogène sur le site d'atterrissage ainsi que la composition du régolithe ;
- l'expériences PILS (Photovoltaic Investigation on the Lunar Surface) du centre de recherche Glenn doit valider l'utilisation de cellules solaires expérimentales pour des missions longues à la surface de la Lune. Ces cellules solaires, qui sont caractérisées par un fonctionnement à voltage élevé, ont déjà été testées à bord de la Station spatiale internationale ;
- le spectromètre de masse PITMS (Peregrine Ion-trap Mass Spectrometer), développé par l'Agence spatiale européenne (ESA) pour la mission Rosetta et modifié par le centre de vol spatial Goddard et l'ESA pour cette mission, doit contribuer à déterminer les caractéristiques de l'exosphère durant la journée lunaire dans le but de comprendre les processus de libération et les déplacements des substances volatiles ;
- l'instrument SEAL (Surface and Exosphere Alterations by Landers), développé par le centre de vol spatial Goddard, doit étudier les impacts de l'atterrissage sur le régolithe d'un point de vue thermique, physique et chimique et évaluer la quantité de contaminants en provenance de l'atterrisseur. Ces données doivent permettre aux scientifiques de mesurer dans quelle mesure l'atterrissage modifie la composition des échantillons de sol prélevés près du site d'atterrissage ;
- le réflecteur laser LRA (Laser Reflector Array), qui réfléchira la lumière d'un rayon laser émis depuis la Terre, sera utilisé pour déterminer la position précise de l'atterrisseur à la surface de la Lune ;
- le lidar doppler NDL (Navigation Doppler Lidar), développé par le centre de recherche Langley, sera utilisé durant la phase de descente vers le sol lunaire pour mesurer la position et la vitesse de l'atterrisseur. L'instrument est le résultat de développements s'échelonnant plus de dix ans dans le but de permettre des atterrissages de précision.

Les autres instruments sont fournis par des centres de recherches de différents pays :
- la suite instrumentale COLMENA, fournie par l'agence spatiale du Mexique (es), est constituée de cinq petits robots d'une masse unitaire inférieure à 60 grammes et mesurant 12 centimètres de diamètre qui seront éjectés à la surface de la Lune ;
- le petit astromobile Iris, fourni par l'Université Carnegie-Mellon (États-Unis) dans un but technologique ;
- le détecteur de radiations M-42, fourni par l'Agence aérospatiale allemande, doit mesurer les radiations durant le vol de l'atterrisseur jusqu'à la Lune ainsi qu'à sa surface ;
- l'instrument de navigation TRN (Terrain Relative Navigation), fourni par la société Astrobotic Technology, doit permettre d'effectuer un atterrissage avec une précision de 100 mètres. Cet équipement a été développé dans le cadre d'un contrat de 10 millions US$ par le centre spatial Lyndon B. Johnson, le Jet Propulsion Laboratory et la société Moog.

L'atterrisseur emporte également différents témoignages qui seront immortalisés à la surface de la Lune :
- un bitcoin fourni par Bitmex (Seychelles) ;
- Footsteps on the Moon, fourni par Lunar Mission One (Royaume-Uni), rassemble des enregistrements sur support numérique de personnes désireuses d'immortaliser leur présence de cette manière ;
- des cendres de personnes décédées conditionnées par les sociétés Celestis (obsèques spatiales) et Elysium (États-Unis) ;
- des supports numériques d'archives dans le but de les préserver sur de très longues périodes préparées et fournies par la fondation Arch Mission (États-Unis) ;
- l'œuvre d'art Moonark fournie par l'université Carnegie-Mellon (États-Unis) ;
- la capsule Lunar Dream contenant des messages rédigés par des enfants de tous les pays de notre planète rassemblés par la société Astroscale (Japon) ;
- une plaque commémorative baptisée Memory of the Mankind contenant des textes et des images rassemblés par Puli Space Technologies (Hongrie) ;
- Mementos to The Moon, des petits mémentos personnels rassemblés dans la DHL MoonBox par DHL (Allemagne) ;
- la plaque Spacebit fournie par la société éponyme (Royaume-Uni).

## Site d'atterrissage sur la Lune
La NASA a annoncé en février 2023 que l'atterrisseur se poserait à la surface de la Lune dans une région située près des dômes de Gruithuisen au nord-est de l'Océan des Tempêtes. Les données recueillies sur ce site permettront ainsi de compléter celles fournies par la suite instrumentale Lunar-VISE qui doit être déposée dans la même région par un vol CLPS programmé plus tard.

## Déroulement de la mission

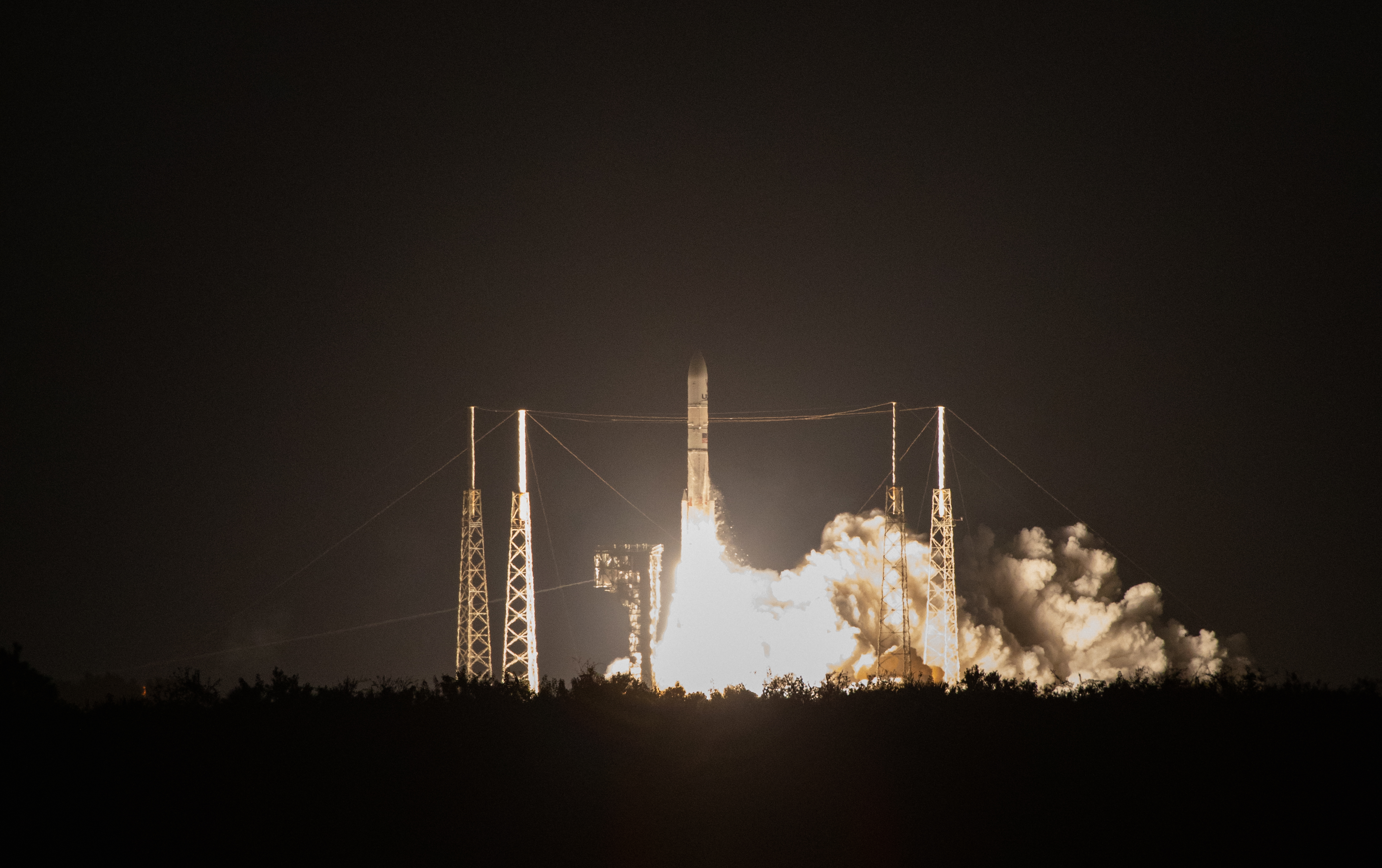
Décollage de la fusée Vulcan emportant la mission Peregrine Mission One.

### Lancement
La mission Peregrine Mission One est lancée le 8 janvier 2024 dès l'ouverture de la fenêtre de lancement. L'atterrisseur est placé en orbite par une fusée Vulcan Centaur dont c'est le vol inaugural. Celle-ci qui décolle complexe de lancement 41 de la base de Cap Canaveral en Floride à 7 h 18 min 38 s (UTC). Le lanceur injecte Peregrine sur une orbite haute de 490 × 383 000 kilomètres qui, après une première révolution complète sur cette orbite, doit la faire passer derrière la Lune (inclinaison orbitale 30,1°). Arrivée à proximité de celle-ci, la sonde spatiale doit s'insérer en orbite lunaire et la réduire progressivement. Il est prévu que l'atterrissage ait lieu le 23 février 2024,.

Trajectoire prévue de Peregrine
Trajectoire de la sonde autour de la Terre.
Trajectoire de la sonde autour de la Lune.

### Interruption de la mission à la suite d'une défaillance d'un réservoir d'ergols
Sept heures après son lancement, une anomalie de fonctionnement est détectée. La sonde spatiale ne parvient pas à orienter ses panneaux solaires vers le Soleil, ce qui épuise rapidement l'énergie contenue dans ses batteries,. 
L'origine du problème est une fuite continue d'ergols provoquée par le dysfonctionnement d'une vanne située sur la conduite reliant le réservoir d'hélium et les réservoirs d'ergols. Alors que la sonde spatiale entamait son périple dans l'espace, la vanne placée sur la conduite amenant l'hélium stocké sous très haute pression a été ouverte pour mettre sous pression les ergols. Mais cette vanne ne s'est pas refermée lorsque la pression a atteint la valeur prévue dans le réservoir d'ergols. La pression a continué d'augmenter, entrainant semble-t-il (cette hypothèse doit être confirmée par les investigations menées au cours des mois suivants) une fuite dans le réservoir contenant le tétraoxyde de diazote. L'éjection continue des ergols ainsi libérés a déstabilisé la sonde spatiale. Pour contrer cette force qui entrainait une mauvaise orientation des panneaux solaires, la sonde spatiale a dû utiliser de manière continue ses petits propulseurs ISE-5 mais cette action a entrainé une consommation d'ergols qui devait conduire à leur épuisement dans un délai de 40 heures. Plusieurs heures après la survenue de cet incident, les contrôleurs au sol d'Astrobotic parviennent à stabiliser l'orientation de la sonde spatiale avec une consommation minime de carburant, mais elle ne dispose désormais plus de suffisamment d'ergols pour se poser sur la Lune et donc pour remplir sa mission,,.
La sonde spatiale ne pouvant plus mener à bien la mission prévue, les responsables du projet chez Astrobotic étudient plusieurs scénarios avec la NASA : insertion en orbite lunaire, insertion en orbite solaire ou destruction après une rentrée dans l'atmosphère terrestre. L'insertion en orbite lunaire n'est pas envisageable car Peregrine ne dispose pas d'une quantité d'ergols suffisante. Par ailleurs à terme, cette orbite risque de s'achever par l'écrasement de la sonde spatiale à la surface de la Lune, ce que la NASA préfère désormais éviter car la pollution générée peut contribuer à fausser les résultats des études scientifiques de cet astre. La deuxième option est également écartée pour cette dernière raison. Astrobotic opte finalement pour la destruction de la sonde dans l'atmosphère terrestre. Lorsque Peregrine atteint l'apogée de son orbite le 12 janvier la mise à feu d'un des cinq moteurs-fusées principaux ISE-100 de 667 Newtons de poussée est commandée pendant 200 millisecondes pour ramener la sonde spatiale vers la Terre. Durant le trajet de retour, le moteur est rallumé à 23 reprises pour de petites corrections de trajectoire.     
La sonde spatiale est finalement détruite en pénétrant dans l'atmosphère terrestre le 18 janvier au-dessus de la partie méridionale de l'Océan Pacifique à quelques centaines de kilomètres de la Nouvelle-Calédonie.

## Conséquences de la perte de la mission
Une commission d'enquête formée à la suite de cet échec par Astrobotic doit confirmer l'hypothèse selon laquelle la défaillance d'une vanne est à l'origine de la fuite d'ergols. Elle doit définir les modifications qui seront apportées à l'atterrisseur Peregrine pour empêcher que cet incident se reproduise. Cette commission doit également décider si ces modifications seront appliquées à l'atterrisseur Griffin. Cette version plus puissante de Peregrine, également développée par Astrobotic, est chargée de transporter à la surface de la Lune en novembre 2024 l'astromobile VIPER développée par la NASA. L'enjeu financier de cette mission est beaucoup plus important (cout de développement de 430 millions US$),. 
Avant même le lancement de Peregrine Mission One, la NASA avait décidé de réduire le nombre d'instruments confiés à celle-ci car elle avait exprimé des réserves sur la capacité du système de propulsion développé par la société Dynetics. Le risque découlant du concept retenu pour le programme CLPS rend l'échec de cette mission acceptable mais le programme pourrait être remis en question si, au cours des missions suivantes, le taux d'échec reste trop élevé.   